# Chiesa di Santa Maria Assunta (Valgoglio)
La chiesa di Maria Assunta è il principale luogo di culto cattolico di Valgoglio elevata a parrocchia dal 21 novembre 1461 il vescovo di Bergamo Giovanni Barozzi. La chiesa fa parte della provincia e Diocesi di Bergamo.

## Storia
Il comune di Valgoglio ottenne l'autonomia il 3 giugno 1246, e dal documento non risulta vi fosse sul territorio la parrocchia, mentre viene citata la presenza di un edificio di culto nel 1269 e dedicato alla Madonna nel 1275, dove si riuniva in assemblea l'arengo cittadino. Un documento del 1414 indica che fosse una chiesa cimiteriale, il sagrato era adibito alla sepoltura.
La chiesa fu consacrata una prima volta nel 1611 dal vescovo Giovanni Emo e nuovamente nel 1912 da Giacomo Radini-Tedeschi vescovo di Bergamo.

## Descrizione

### Esterno
La chiesa è preceduta da un porticato di ampie dimensioni che la circonda su due lati e che accompagna all'ingresso principale, il quale era accessibile dall'antica mulattiera. La parte esterna presenta le modifiche e gli ampliamenti che si sono susseguiti nel tempo. Il porticato ospita, sulla parete della chiesa numerosi affreschi di autori differenti e ignoti, e anche di periodi differenti. Di particolare rilievo è il dipinti di San Martino a cavallo e il povero, la Trinità e San Crisforo con il Bambino risalenti al Quattrocento. I dipinti furono realizzati a scopo devozionale e raffigurano quelli che erano i santi venerati dalla comunità valligiana, come la Madonna col bambino in trono accanto all'immagine di san Rocco protettore della peste.

### Interno
L'interno della chiesa a navata unica è a forma rettangolare, presenta pitture e affreschi risalenti a periodi diversi, a testimonianza dei diversi rifacimenti che hanno interessato l'interno della chiesa. 
La zona presbiteriale rialzata da due gradini ospita l'altare maggiore ligneo di pregevole fattura e come pala il polittico della Madonna Assunta con santi della bottega di Pietro Bussolo e dei pittori Marinoni datato 1516-1517. Sul lato del vangelo vi è la tela di Grazio Cossali raffigurante l'Annunciazione firmato e datato 1600.